# Guglielmo Guastaveglia
Guglielmo Guastaveglia (Guasta), född 6 april 1889 i Rom, död 18 februari 1985, var en italiensk serietecknare, journalist och författare. 
Guastaveglia var en av de stora italienska humoristerna i början av 1900-talet. Han var redaktör för Il Travaso delle Idee från 1908, och blev tidningens chef 1921. 1931 började han teckna serier för Il Popolo di Roma. I dessa serier fick Topolino (Musse Pigg) agera tillsammans med flickvännen Topolina (Mimmi Pigg), Mio Mao från "Felix the Cat" och Floyd Gottfredsons karaktär Gatto Nip (Knutte Klös). Dessa serier gjordes utan licens från figurernas upphovsmän.
Under 1950-talet arbetade han tillsammans med serietecknaren Vittorio Cossio.